# Codonopsis bhutanica
Codonopsis bhutanica  (лат.) — вид травянистых многолетних растений семейства Колокольчиковые (Campanulaceae).

## Биологическое описание
Цветки в виде колокольчиков, бледно-синие с тёмно-фиолетовыми прожилками снаружи и пурпурно-розовые внутри. Стебли ползучие, могут вырастать до 2,5 метров высотой.

## Распространение
Растение встречается в Непале, который является его родиной, и Бутане на высоте более тысячи метров над уровнем моря.